# Romanèche-Thorins
Romanèche-Thorins är en kommun i departementet Saône-et-Loire i regionen Bourgogne-Franche-Comté i östra Frankrike. Kommunen ligger i kantonen La Chapelle-de-Guinchay som tillhör arrondissementet Mâcon. År 2022 hade Romanèche-Thorins 2 002 invånare.

## Befolkningsutveckling
Antalet invånare i kommunen Romanèche-Thorins
| Referens: INSEE |